# Polytrichophora conciliata
Polytrichophora conciliata är en tvåvingeart som beskrevs av Cresson 1924. Polytrichophora conciliata ingår i släktet Polytrichophora och familjen vattenflugor. Inga underarter finns listade i Catalogue of Life.